# Pietro Gori
Pietro Gori (1865–1911) foi um anarquista italiano nascido em Messina, filho de toscanos. Advogado de profissão, que defendeu membros do movimento anarquista em diversas ocasiões.  Atuou na Itália, Argentina e Estados Unidos. Além da sua atividade política, é conhecido também como compositor de peças de teatro e algumas das mais famosas canções anarquistas do fim do século XIX, entre as quais Addio a Lugano (Adeus a Lugano), Stornelli d'esilio (Versos do Exílio) e La ballata di Sante Caserio (A Balada de Sante Caserio).

## Vida
Pietro Gori nasceu em Messina em 14 de agosto de 1865 filho de Francesco Gori e Giulia Lusoni. Sua família era originária da Ilha de Elba. Seu pai era um oficial do exército que havia se envolvido em ações conspiratórias durante o movimento pela unificação da Itália. Sua mãe, originária de Rosignano Marittimo, vinha de uma família abastada. Seu avô materno havia sido oficial da Velha Guarda de Napoleão I.
Em 1878 sua família muda para Livorno, onde Gori ingressa muito jovem em uma associação monarquista, da qual posteriormente fora expulso, começando então a colaborar com um periódico moderado, La Riforma (A Reforma).

### Em Pisa
Em 1886 se inscreve na Universidade de Pisa, e logo adere ao movimento anarquista da cidade, tornando-se em pouco tempo um dos membros mais influentes. Em 1887 é preso por ter escrito uma nota em memória dos mártires de Chicago (ativistas anarquistas acusados de terem organizados manifestações no 1.º de maio reivindicando a jornada de trabalho de oito horas, julgados e enforcados em 11 de novembro de 1887), entendida como uma tentativa de fomentar protestos contra os navios norte-americanos ancorados diante do porto de Livorno. No ano seguinte, como secretário de uma associação estudantil, organizou uma comemoração em homenagem à Giordano Bruno. 
Em 1889 diploma-se em Direito, com uma tese intitulada La miseria e il Delitto (A miséria e o Crime), sob orientação de Francesco Carrara. Em novembro do mesmo ano publica, com o pseudônimo "Rigo" (um anagrama do seu sobrenome), um primeiro volume, Pensieri Ribelli (Pensamentos Rebeldes), constituído por textos de suas primeiras conferências. Por causa desta publicação foi preso, acusado de "instigar o ódio entre as classes". Livrou-se da acusação graças ao grande grupo de advogados, sobretudo colegas e professores da universidade, que o defendeu. No 13 de maio do ano seguinte foi novamente preso, acusado de ser um dos organizadores das manifestações de 1.º de maio em Livorno. Desta vez é condenado a um ano de prisão (tendo porém a pena reduzida, posteriormente), inicialmente em Livorno e em seguida em Lucca, sendo liberado em 10 de novembro.

### Em Milão
Saindo da prisão muda-se para Milão, onde trabalha no escritório do advogado Filippo Turati. Em janeiro de 1891 no Congresso de Capolago defende as teorias de Malatesta. Na ocasião foi decidida a fundação do Partido Socialista Anarquista Revolucionário Italiano. No mesmo ano participa do Congresso do Partido Operário Italiano realizado em Milão e traduz, para a biblioteca popular socialista, o Manifesto do Partido Comunista de Karl Marx e Friedrich Engels, a partir de uma tradução francesa. No final do ano, começa a publicação de L'amico del popolo (O amigo do povo), jornal que autodefinia-se anarcossocialista. L'amico teve 27 números, todos apreendidos,  rendendo-lhe novos processos e prisões.
Em 4 de abril de 1892, em uma conferêcia intitulada "Socialismo legalista e socialismo anarquista" na sede do Consolato Operaio (Consulado Operário) de Milão, expôs sua posição anarquista e libertária, criticando fortemente o socialismo reformista, considerando-o autoritário e parlamentarista. Não é pois de se surpreender que em 14 de agosto do mesmo ano, em um congresso nacional das organizações operárias socialistas, realizado em Gênova, Gori estivesse entre os mais implacáveis opositores da maioria reformista (que então decidiu pela criação do Partido dos Trabalhadores Italianos, posteriormente convertido em Partito Socialista Italiano).
Já bem conhecido pela polícia (uma nota confidencial do governo italiano de 22 de novembro de 1891 endereçada a todos os governadores do Reino pedia "especial vigilância" sobre Gori), era sempre procurado e preso às vésperas do 1.º de maio, por motivos cautelares. Durante uma destas detenções, em 1892, escreveu do cárcere de San Vittore, em Milão, o texto de uma de suas canções mais conhecidas, o Inno del primo maggio (Hino do 1.º de maio). As suas primeiras obras poéticas — Alla Conquista dell'Avvenire e Prigioni e Battaglie ("À conquista do Amanhã" e "Prisões e Batalhas", respectivamente) — publicadas nos meses seguintes esgotaram-se rapidamente, apesar de terem tido uma tiragem de 9000 cópias.
Suas atividades de advogado em defesa de companheiros anarquistas e de conferencista prosseguiam ininterruptamente. Neste período participou também, em agosto de 1893, do Congresso Socialista de Zurique, do qual foi expulso. Depois fundou a revista La Lotta Sociale (A Luta Social), de breve duração, por causa das contínuas apreensões da polícia.

### No exílio

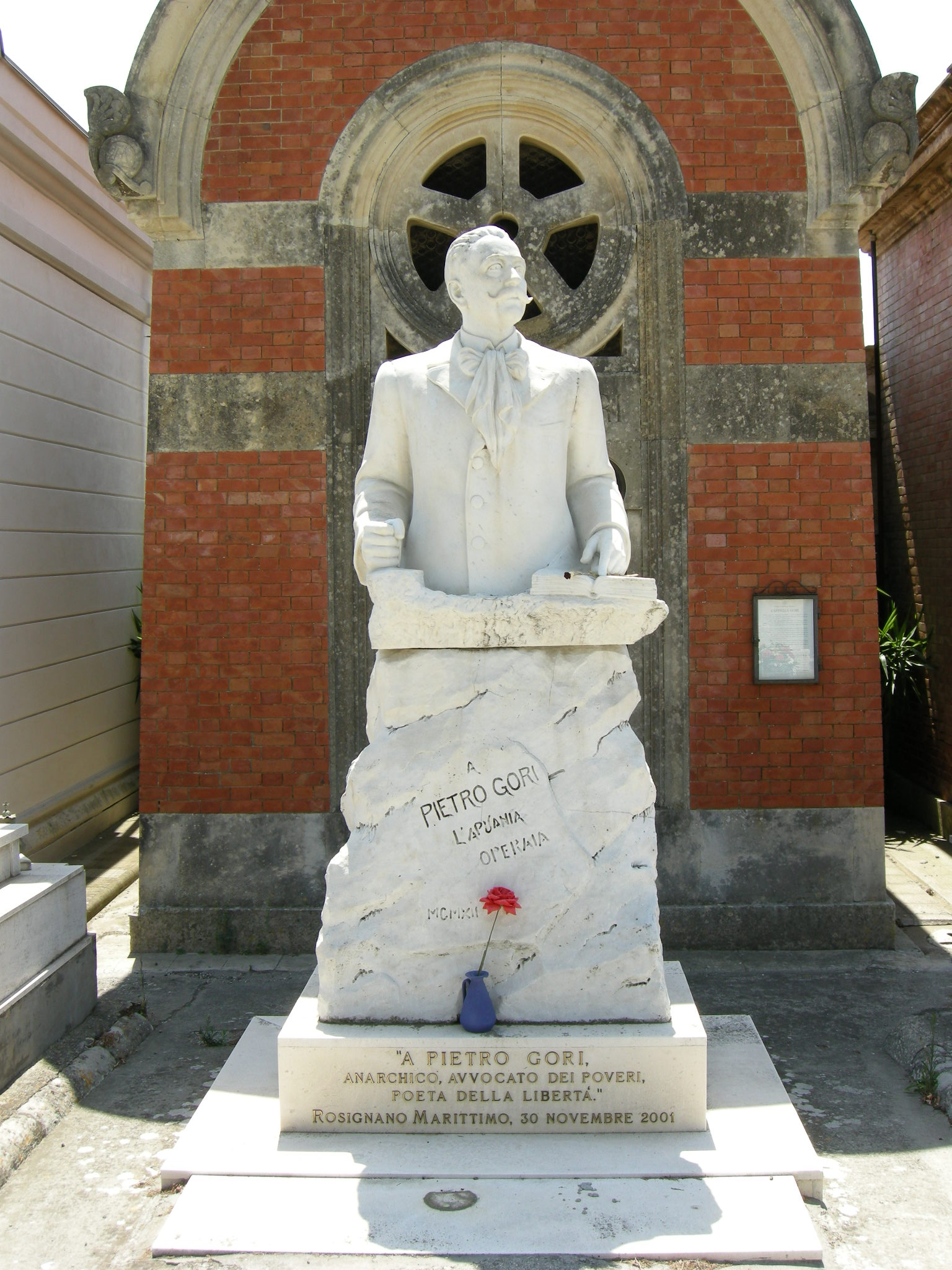
Monumento em homenagem a Pietro Gori em seu túmulo no Cemitério de Rosignano Marittimo.

Após a aprovação das leis antianarquismo durante o governo de Francesco Crispi, foi acusado pela imprensa de ter sido o mentor do homicídio do presidente francês Sadi Carnot, pelo fato de manter correspondência com Sante Geronimo Caserio. Para evitar uma pena de cinco anos de prisão foi obrigado a fugir para Lugano, na Suíça. Em janeiro de 1895 foi preso junto a outros dezessete refugiados políticos italianos, sendo expulsos do país após duas semanas na prisão. Nesta ocasião compôs os versos daquela que será a mais famosa canção anarquista, Addio a Lugano (Adeus a Lugano).
Passando pela Alemanha e pela Bélgica, chega em Londres, onde encontra-se com os principais expoentes do anarquismo mundial. Depois de uma breve estadia na Inglaterra, parte para Nova Iorque, iniciando dali uma série de conferências (mais de 400 em um ano) nos Estados Unidos e no Canadá. Nos Estados Unidos colaborou também com a revista La questione Sociale (A Questão Social).
No verão de 1896 retorna a Londres para participar como representante das organizações operárias norte-americanas no Segundo Congresso da Internacional Socialista, no qual reafirma suas teorias anarquistas. Adoece gravemente em Londres, e é internado no National Hospital. 
Graças à intervenção de alguns parlamentares, o governo italiano aceita que Gori retorne do exílio, ainda que o tenha obrigado, ao menos inicialmente, a permanecer na Ilha de Elba. Novamente na Itália, retoma o contato com o movimento anarquista, assim como suas atividades de advogado, defendendo os membros do movimento. Recomeça igualmente a colaborar em publicações de periódicos anarquistas, entre os quais Agitazione (Agitação), de Ancona.
Em 1898 o aumento do preço do pão provocou tumultos em toda a Itália, duramente reprimidos pelo governo. Os mortos em 7 de maio, em Milão (de acordo com os dados oficiais 80, 300 de acordo com os opositores), quando o General Bava-Beccaris ordenou ao exército de atirar contra a multidão, eram apenas a ponta do iceberg: de fato, não foi mais branda a repressão às organizações políticas e sindicais de esquerda, razão pela qual Gori foi obrigado a um novo exílio para evitar a condenação - de doze anos - que lhe é aplicada, à revelia.
Em Marselha embarca para a América do Sul. Ali distingue-se seja pela sua atividade política, seja pela científica. Além de ser um dos membros mais ativos da Federação Operária Regional Argentina, ministra cursos de criminologia na Universidade de Buenos Aires, fundando também a revista Criminologia Moderna.

### Últimos anos
Em 1902 retorna à Itália graças à anistia, mas também por problemas familiares e de saúde. No ano seguinte, junto com Luigi Fabbri, funda a revista Il Pensiero (O Pensamento). Exceto por uma viagem ao Egito e à Palestina em 1904, dedica-se durante seus poucos restantes anos de vida às suas habituais atividades políticas, de escritor e de advogado de seus companheiros ativistas presos.
Morre em 8 de janeiro de 1911 em Portoferraio, deixando uma ampla produção literária, que se estende desde ensaios políticos à peças de teatro, da criminologia à poesia, além de manifestos e conferências. Portoferraio dedicou-lhe a praça principal da cidade, onde se localiza a sede do governo local.
É enterrado no cemitério de Rosignano Marittimo. Em Rosignano um monumento erigido em sua homenagem é depredado na década de 30 por um esquadrão fascista (a parte restante do monumento encontra-se em uma capela da família de sua mãe). Nos anos 50 o governo daquela localidade, na ocasião de orientação comunista, dedica-lhe um novo monumento, presente ainda hoje na praça.